# Louis Vennin
Pour les articles homonymes, voir Vennin.
Louis Vennin, né le 5 janvier 1871 à Rennes (Ille-et-Vilaine) et mort le 19 octobre 1942 , est un officier de marine, capitaine de vaisseau, polytechnicien, commandeur de la Légion d'honneur, qui termine sa carrière comme attaché naval à Riga (Lettonie).

## Biographie
Fils de Charles Constant Vennin, directeur d’usine, et de Geneviève Léontine Bouchinot, Louis Marie Vennin voit le jour à Rennes, le 5 janvier 1871. En 1876, lui et ses neuf frères et sœurs sont victimes d’un drame familial à la suite du meurtre de leur père. Ils choisissent alors de s’installer à Paris avec leur mère où ils vivent dans la misère. Louis doit la poursuite de sa scolarité aux seules bourses. En 1891, il se présente à Rouen au concours d’entrée à l’École polytechnique, où il se classe 219e. Au cours de sa scolarité il ne fera que progresser et, après un passage en première division à la 173e place, il sort 145e sur 202 élèves en 1893. À l’issue de sa formation à l’X, il choisit la Marine et commence sa carrière avec le grade d’aspirant sur l’Amiral Baudin.
En 1895, après différents services sur le Naïade, le Neptune et le Phlègeton, il est promu enseigne de vaisseau et affecté au port de Cherbourg. Le 1er janvier 1897, il est second sur le Papeete, un voilier missionné en Polynésie pour combattre pour les Îles sous le Vent. Il y reste un peu plus d’un an.
En 1900, peu après son mariage avec Geneviève Fournier, il embarque sur le Bouvines, un cuirassé rattaché à la division de gardes côtes puis sur le Latouche-Tréville. L’année suivante, il est affecté à l’escadre de Méditerranée sur le cuirassé Bouvet. Le 9 mai 1902, promu lieutenant de vaisseau il est affecté au port de Lorient. En moins de deux ans, il passe par trois bâtiments : l’Espingole, le Catinat et le Courbet, sur lequel il est responsable du service météo. En janvier 1903, on retrouve Louis Vennin sur le cuirassé Masséna, rattaché à l’escadre du Nord, puis, l’année suivante, sur le Charles-Martel, au sein de la division de réserve de l’escadre de Méditerranée.
En 1905, après avoir suivi des cours de perfectionnements, il devient officier breveté torpilleur sur l’Algésiras. Deux ans plus tard, le 1er septembre 1907, il prend le commandement du sous-marin Bonite au sein de la 1re flottille de sous-marins de la Méditerranée après un service d’un an et demi sur le croiseur cuirassé Montcalm au sein de l’escadre d’Extrême-Orient. Lors de son service avec les sous-mariniers, Louis Vennin est pris dans un accident qui aurait pu avoir des suites dramatiques. Au cours d’un exercice en rade de Toulon, le Bonite quitte sa trajectoire d’attaque simulée sur un cuirassé et entre en collision avec un autre submersible, le Souffleur, à qui il cause de graves avaries. Les deux appareils parviennent toutefois à regagner leur station sous-marine sans perte. Cette mésaventure ne l’empêche cependant pas d’être nommé chevalier de la Légion d’Honneur le 31 décembre 1908.
Le 1er janvier 1911 il est de retour en surface est devient alors aide de camp du contre-amiral Pierre Lecuve, commandant de la division navale de Tunisie sur le cuirassé Henri IV. Ensuite, après un bref passage sur le Brennus au début de 1912, il se retrouve à bord du croiseur cuirassé Léon Gambetta jusqu’au 2 mai 1913, puis à la tête de l’Arc et enfin de la Sarbacane.
Au déclenchement de la Grande Guerre, Louis Vennin est commandant du torpilleur Sape, qui fait partie de la 4e escadrille de la 1re armée navale, depuis le 1er janvier 1914. Il le reste jusqu’en mars 1915, après quoi il obtient le commandement du Shamrock. Loin d’être un bâtiment de guerre, il s’agit là d’un vieux navire civil sans machine transformé en bateau atelier et en usine distillatoire pour assurer le ravitaillement en eau sur le front des Dardanelles.
Le 16 décembre 1916, Vennin est nommé commandant adjoint sur le cuirassé Vérité. Entre le 4 juin et le 4 août 1917, il en est détaché avec la mission de remettre à flots le Vassilefs Constantinos, un paquebot grec réquisitionné pour transporter en France des politiques exilés à la suite de l’abdication du roi Constantin Ier. Après cet épisode, il retourne sur le Vérité. Il y est promu de capitaine de corvette le 1er juillet 1917. Il quitte définitivement le cuirassé le 10 novembre 1917 pour prendre le commandement du contre-torpilleur Mécanicien Principal Lestin le mois suivant. Il se retrouve alors à Dunkerque et dans les mers du Nord et prend part avec la Dover Patrol à l’embouteillage de Zeebrugge et d'Ostende, au lendemain duquel les Britanniques le décorent le 13 août 1918 du prestigieux Distinguished Service Order. Le 26 novembre 1918 il est également honoré de la croix de guerre à la suite d'une citation de l’amiral Ronarc’h à l’ordre du corps d’armée. Jusqu’au 6 février 1919, Louis Venin sert sur le Lestin qui participe notamment au rapatriement des prisonniers français depuis les Pays Bas et le Danemark.
Au lendemain du conflit, il est promu capitaine de frégate puis devient commandant en second de la Bretagne. Le 16 juin 1920, il est promu officier de la Légion d’Honneur. Après avoir occupé les fonctions de chef des services aériens du 5e arrondissement maritime à Cuers, il est envoyé à Riga, en Lettonie, en mars 1923. Il y devient attaché naval des pays baltiques et scandinaves après avoir été promu au rang de capitaine de vaisseau. Il occupe ces fonctions jusqu’à son versement dans le cadre de réserve le 5 janvier 1927. Trois jours plus tard, le 8 janvier 1927, il est élevé à la dignité de commandeur de la Légion d’Honneur.
En 1932, au cours de sa retraite, Louis Vennin doit à nouveau surmonter un drame familial : la mort de son fils, Robert Émile Marie. Ce dernier a en effet suivi la voie tracée par son père en réussissant en 1920 le concours de l’École polytechnique puis en devenant à son tour officier dans la marine. Ce dernier meurt tragiquement de noyade en tentant de sauver la vie d’un marin un jour de tempête. Louis Vennin décède quant à lui le 19 octobre 1942, en pleine Seconde Guerre mondiale, peu avant le sabordage de la flotte française à Toulon.

## Embarquements et fonctions diverses
- Amiral Baudin (1893-1894) : Aspirant de 1re classe
- Naïade (1894-1895)
- Neptune (1895)
- Phlègeton (1896) : Enseigne de vaisseau
- Papeete (1896-1898) : Officier en second du voilier
- Bouvines (1898-1900)
- Latouche-Tréville ('1900)
- Bouvet (1900-1902)
- Espingole (1902) : Lieutenant de vaisseau
- Catinat (1902-1903)
- Courbet (1903) : Chargé du service météo
- Masséna (1903)
- Charles-Martel (1903-1904)
- Algésiras (1904-1905) : Breveté torpilleur
- Montcalm (1905-1907) : Officier torpilleur
- Bonite (1907-1909) : Commandant du sous-marin
- Henri IV (1909-1911) : Aide de camp
- Brennus (1912)
- Léon Gambetta (1912-1913) : Officier torpilleur, sous les ordres du contre-amiral Dartige du Fournet
- Arc (1913) : Commandant
- Sarbacane (1913) : Commandant
- Sape (1914-1915) : Commandant, sous les ordres du vice-amiral Boué de Lapeyrère
- Shamrock (1915-1916) : Commandant, sous les ordres du contre-amiral Guépratte, puis du contre-amiral de Bon à Moudros, et du contre-amiral de Gueydon à Corfou
- Vérité (1916-1917) Officier adjoint, sous les ordres du vice-amiral de Gueydon, puis du contre-amiral de Marliave
- Vassilefs Constantinos (1917) : Capitaine de corvette, commandant en second
- Lestin (1917-1919) : Commandant, sous les ordres du vice-amiral Ronarc’h
- Bretagne (1919-1921) : Capitaine de frégate, commandant en second
- Ve arrondissement maritime (1921-1922) : Chef des services aériens, sous les ordres du contre-amiral Lanxade
- (1923-1927) : Capitaine de vaisseau, attaché naval Pays Baltes et scandinaves

## Œuvres
- Louis Vennin (préf. Amiral Jacques Lanxade, postface Vice-amiral d'escadre Jean-Paul Bergot), Lettres d'un officier de marine à son épouse : 1912-1919[8], Paris, Éditions Christian, 2008, 566 p. (ISBN 2864961725 et 978-2-86496-172-7, OCLC 470715404, présentation en ligne) (Ces lettres écrites chaque jour par Louis Vennin à son épouse pendant les longues périodes de leur vie commune où ils ont été séparés, ont été retrouvées, puis publiées et annotées par Claude, leur petite-fille, et son époux Jean-Philippe Bernard[9])

## Citation
« On est un tout petit pion sur l'échiquier, et dans la nuit noire, on ne se rend pas compte de la marche générale de l'opération. » (Louis Vennin, mai 1918)

## Distinctions
- Croix de guerre (26 novembre 1918)
- Chevalier de la Légion d'honneur (31 décembre 1908[4])
- Officier de la Légion d'honneur (16 juin 1920[5])
- Commandeur de la Légion d'honneur (8 janvier 1927[6])
- Distinguished Service Order (13 août 1918)

#### Sites Internet
- « Cote 19800035/1408/62741 », base Léonore, ministère français de la Culture
- Vennin Louis (X1891), sur le site de la bibliothèque de l’École polytechnique.
- Vennin, Louis Marie (X 1891 ; 1871-1946), sur le site de la bibliothèque de l’École polytechnique.
- Louis Marie Vennin (1871 - 1942) sur le site Espace Tradition de l'Ecole Navale.
- Robert Emile Marie Vennin (1901 - 1932) sur le site Espace Tradition de l'Ecole Navale.